# Carex camposii
Espèce
Classification phylogénétique
 Carex camposii est une espèce de plantes du genre Carex et de la famille des Cyperaceae.